# Imaginastudio
Imaginastudio est un studio de production à l’intersection du cinéma et de la communication, fondé par Arnaud Gantenbein et Pascal Forney.
Le court-métrage Les Silencieux de Basile Vuillemin, co-produit par Imaginastudio a été nommé aux César du meilleur court métrage de fiction en 2024 et a gagné le Magritte du meilleur court métrage de fiction la même année. Le court-métrage Diagonale de Anne Thorens dépasse les 150 millions de vues sur Youtube. Imaginastudio accompagne la relève du cinéma suisse en coproduisant régulièrement des films de diplôme de l'ECAL.  
Depuis 2010, le studio développe ses activités dans la communication. Il se distingue par son approche cinématographique appliquée à la production de films publicitaires, de films corporate, de vidéos institutionnelles et brand content digital. En 2024, sa série de films d'animation produit pour l'UNIL gagne un Swiss Animation Industry Award lors du Fantoche International Animation Film Festival. 
Imaginastudio est une société à responsabilité limitée inscrite au registre du commerce suisse et son siège social se situe dans le quartier du Flon à Lausanne. 

## Filmographie

### 2005
- La Fosse, court-métrage de Pascal Forney

### 2006
- L'Improbable Odyssée, court-métrage de Pascal Forney

### 2008
- Vincent, le Magnifique, court-métrage de Pascal Forney

### 2009
- La Partition, court-métrage de Frédéric Pittet

### 2010
- Lester, court-métrage de Pascal Forney

### 2011
- Le Lac Noir, court-métrage de Victor Jaquier

### 2013
- Entre Ange et Démon, court-métrage de Pascal Forney
- Le Pot de Confiture, court-métrage de Julien Nicaud

### 2019
- Diagonale, court-métrage de Anne Thorens

### 2021
- Le Vigneron et la Mort, court-métrage de Victor Jaquier
- The Life Underground, court-métrage de Loïc Hobi
- Rise & Shine, court-métrage de Victor Jaquier

### 2022
- Les Silencieux, court-métrage de Basile Vuillemin